# Eparchie Thuckalay
De eparchie Thuckalay (Latijn: Dioecesis Thuckalayensis) is een Syro-Malabar-katholieke eparchie met als zetel Thuckalay, in India. De eparchie is suffragaan aan de aartseparchie Changanacherry. 

## Geschiedenis
De eparchie werd opgericht op 11 november 1996, uit delen van de aartseparchie Changanacherry.

## Parochies
De eparchie had in 2020 een oppervlakte van 1.794 km2 en telde 2.081.700 inwoners waarvan 1,5% rooms-katholiek was.

## Bisschoppen
- George Alencherry (11 november 1996 - 25 mei 2011; grootaartsbisschop in 2011)
- George Rajendran Kuttinadar (24 augustus 2012 - heden)

## Galerij van afbeeldingen

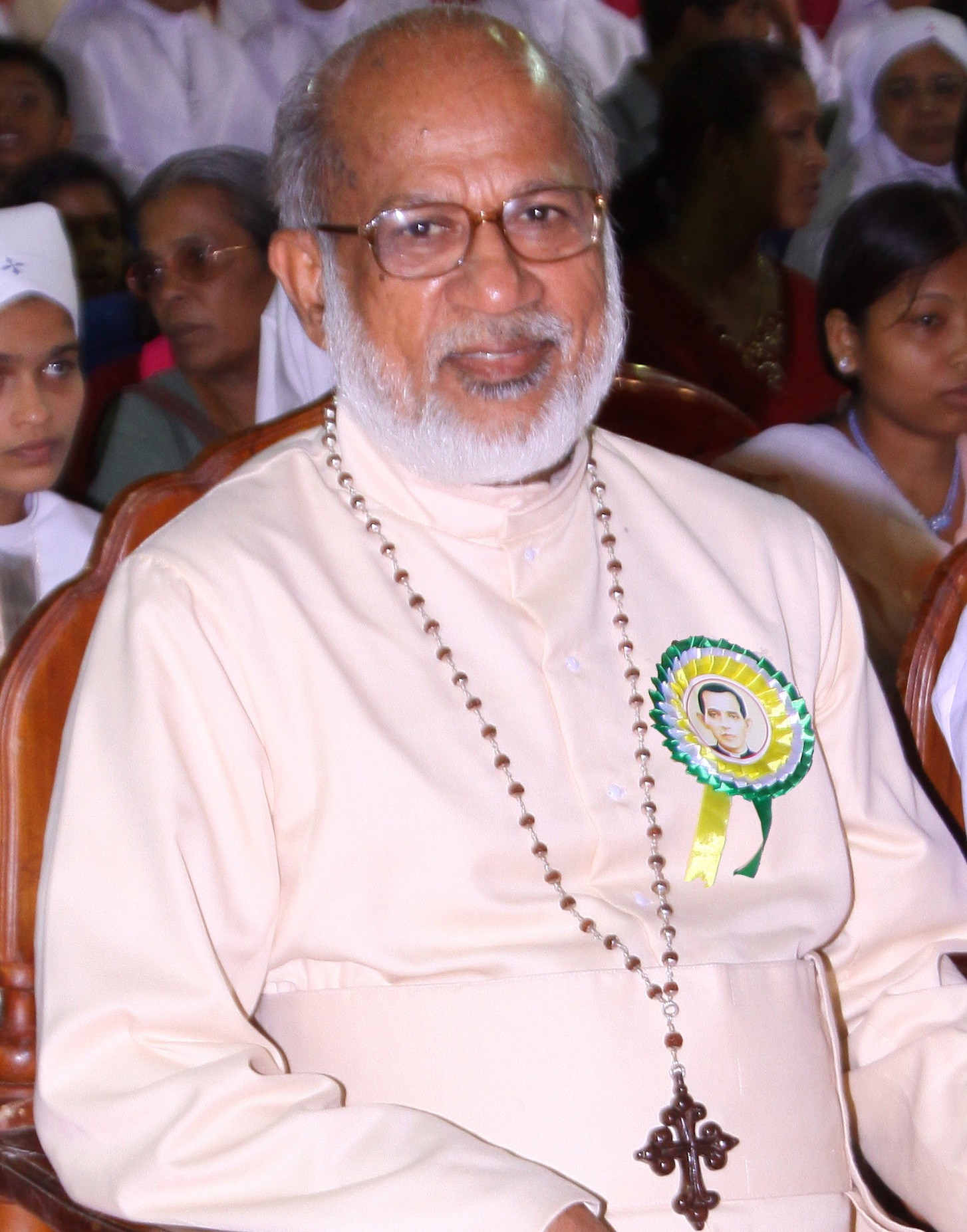
Bisschop George Alencherry (1996-2011), de eerste bisschop, later grootaartsbisschop in 2011

Changanacherry (aartseparchie) · Kanjirapally · Palai · Thuckalay